# Лебедев, Евгений Владимирович (футболист)
Евгений Владимирович Лебедев (бел. Яўген Уладзіміравіч Лебедзеў; род. 29 декабря 1994, Витебск) — белорусский футболист, нападающий клуба «Миоры».

## Клубная карьера
Воспитанник «Витебска», начал карьеру в фарм-клубе «Витебск-2», лучшим бомбардиром которого стал в сезоне 2012.
По окончании сезона 2012 вместе с товарищем по команде Николаем Золотовым перешёл в солигорский «Шахтёр». В сезоне 2013 выступал за дубль горняков, которому помог одержать победу в первенстве дублирующих составов, а сам с 18 голами стал лучшим бомбардиром.
К сезону 2014 готовился уже с основным составом «Шахтёра», но в апреле для получения практики был отдан в аренду микашевичскому «Граниту» до конца сезона. Сумел закрепиться в основе «Гранита» и помог этому клубу вернуться в высшую лигу.
В декабре 2014 года вернулся из аренды в «Шахтёр». Некоторое время готовился к сезону вместе с «горняками», а в феврале 2015 года снова вместе с Николаем Золотовым был отдан в аренду в «Витебск» до конца сезона.
В витебском клубе сразу выступил в качестве игрока основного состава. Уже в первом матче 22 марта против минского «Динамо» в четвертьфинале Кубка Беларуси отметился голом (итоговый счёт 2:1 в пользу «Витебска»). 11 апреля 2015 года дебютировал в высшей лиге в матче против «Гранита», где на 34-й минуте установил окончательный счёт (1:1). В августе отсутствовал из-за травмы, позже вернувшись в основной состав.
По окончании сезона 2015 вернулся в «Шахтер», вместе с которым начал подготовку к сезону 2016. В феврале прибыл на просмотр в новополоцкий «Нафтан» и в марте стал игроком этого клуба. Начало сезона 2016 пропустил из-за травмы, в мае вернулся на поле и стал игроком основы новополочан. В январе 2017 года вернулся в Солигорск.
В феврале 2017 года, окончательно оставив «Шахтёр», подписал контракт с минским «Торпедо». В декабре 2017 года по соглашению обеих сторон покинул столичный клуб.
В феврале 2018 года присоединился к «Орше», а в августе перешёл в мозырьскую «Славию». До конца сезона 2018 сыграл в трёх матчах, после чего покинул клуб.
В июле 2019 года вновь стал игроком «Орши», играл за неё до конца сезона. В апреле 2020 года присоединился к марьиногорской «Виктории», а в августе того же года перешёл в пинскую «Волну», где чередовал выходы в стартовом составе и на замену. В январе 2021 года покинул команду.
В феврале 2021 года стал игроком клуба «Слоним-2017», где закрепился в стартовом составе. В июле 2021 года он покинул коллектив по соглашению сторон.

### Статистика
| Сезон | Дивизион | Клуб                | Матчи | Голы |
| ----- | -------- | ------------------- | ----- | ---- |
| 2012  | Д3       | Витебск-2           | 23    | 5    |
| 2013  | дубль    | Шахтёр (Солигорск)  | 31    | 18   |
| 2014  | Д2       | Гранит (Микашевичи) | 24    | 3    |
| 2015  | Д1       | Витебск             | 17    | 1    |
| 2016  | Д1       | Нафтан              | 22    | 4    |
| 2017  | Д2       | Торпедо (Минск)     | 21    | 3    |
| 2018  | Д2       | Орша                | 9     | 2    |
| 2018  | Д2       | Славия (Мозырь)     | 3     | 0    |
| 2019  | Д2       | Орша                | 13    | 1    |
| 2020  | Д3       | Виктория            | 8     | 3    |
| 2020  | Д2       | Волна (Пинск)       | 10    | 1    |
| 2021  | Д2       | Слоним-2017         | 11    | 2    |

## В сборных
Летом 2013 года выступал за младшую молодёжную сборную Беларуси (до 20 лет) на международном турнире в Испании.
25 января 2014 года дебютировал в молодёжной сборной Беларуси в матче против Казахстана на Кубке Содружества в Санкт-Петербурге. В этом матче отметился голом и голевой передачей.

## Достижения
- Победитель Первой лиги Беларуси (2): 2014, 2018